# Hyalyris alexia
Hyalyris alexia är en fjärilsart som beskrevs av Druce 1876. Hyalyris alexia ingår i släktet Hyalyris och familjen praktfjärilar. Inga underarter finns listade i Catalogue of Life.